# Jake Layman
Jake Douglas Layman (Norwood, 7 marzo 1994) è un cestista statunitense, professionista nella NBA.

## Carriera

### Portland Trail Blazers (2016-2019)
Il 24 giugno 2016, venne scelto come 47ª scelta dagli Orlando Magic al Draft NBA 2016. Tuttavia durante la notte venne ceduto via trade dagli stessi Magic ai Portland Trail Blazers.
Dopo aver disputato la Summer League coi Blazers, Layman esordì in NBA nella partita persa 127-104 contro i Golden State Warriors, dove lui ben figurò dato che segnò ben 17 punti in 8 minuti di cui 5 con tiri da 3 (primo rookire a segnare 5 tiri da 3 al debutto nella storia dei Trail Blazers). Per 6 punti non batté Damian Lillard (attualmente suo compagno di squadra nei Trail Blazers) che 4 anni prima segnò 23 punti nella sua prima partita con i Trail Blazers. Layman giocò altre 34 partite in stagione, non trovando molto spazio (chiuso da Moe Harkless, Evan Turner e Al-Farouq Aminu) e venendo assegnato più volte agli Windy City Bulls in D-League. Giocò anche due partite nei playoffs, in cui la franchigia dell'Oregon (qualificatasi da ottava con un record di 41-41) venne eliminata per 4-0 al primo turno dai Golden State Warriors.

## Statistiche NBA

### Regular season
| Stagione | Squadra             | PG  | PI | MPG  | FG%  | 3P%  | FT%  | RPG | APG | SPG | BPG | PPG |
| -------- | ------------------- | --- | -- | ---- | ---- | ---- | ---- | --- | --- | --- | --- | --- |
| 2016-17  | Portland T. Blazers | 35  | 1  | 7,1  | 29,2 | 25,5 | 76,5 | 0,7 | 0,3 | 0,3 | 0,1 | 2,2 |
| 2017-18  | Portland T. Blazers | 35  | 1  | 4,6  | 29,8 | 20,0 | 66,7 | 0,5 | 0,3 | 0,2 | 0,1 | 1,0 |
| 2018-19  | Portland T. Blazers | 71  | 33 | 18,7 | 50,9 | 32,6 | 70,4 | 3,1 | 0,7 | 0,4 | 0,4 | 7,6 |
| Carriera | Carriera            | 141 | 35 | 12,3 | 45,7 | 30,2 | 71,4 | 1,8 | 0,5 | 0,3 | 0,3 | 4,6 |

### Play-off
| Anno     | Squadra             | PG | PI | MPG | FG%  | 3P%  | FT%  | RPG | APG | SPG | BPG | PPG |
| -------- | ------------------- | -- | -- | --- | ---- | ---- | ---- | --- | --- | --- | --- | --- |
| 2017     | Portland T. Blazers | 2  | 0  | 8,0 | 50,0 | 100  | 50,0 | 0,5 | 0,5 | 0,5 | 0,0 | 3,0 |
| 2018     | Portland T. Blazers | 1  | 0  | 8,0 | 100  | -    | -    | 1,0 | 1,0 | 2,0 | 0,0 | 6,0 |
| 2019     | Portland T. Blazers | 6  | 0  | 3,3 | 14,3 | 0,0  | 75,0 | 0,5 | 0,7 | 0,0 | 0,0 | 0,8 |
| Carriera | Carriera            | 9  | 0  | 4,9 | 42,9 | 16,7 | 66,7 | 0,6 | 0,7 | 0,3 | 0,0 | 1,9 |